# 西藏自治区拉萨市中级人民法院
西藏自治区拉萨市中级人民法院（藏語：བོད་རང་སྐྱོང་ལྗོངས་ལྷ་ས་གྲོང་ཁྱེར་འབྲིང་རིམ་མི་དམངས་ཁྲིམས་ཁང་།）是中华人民共和国西藏自治区拉萨市的中级人民法院。

## 沿革
该院于1965年9月经拉萨市人民代表大会批准设立。

## 历任领导
| 院长 …… - 索 达（2002年—？） …… 副院长 | 党组书记 …… - 索 达（2002年—？） …… |

## 知名案例
- 2008年4月29日，西藏自治区拉萨市中级人民法院举行宣判大会，对拉萨“3·14”打砸抢烧严重暴力事件中的部分犯罪案件依法进行公开宣判，两人获死刑，两人被判死缓。
- 2001年，达娃次仁贩卖毒品案（一审15年徒刑，二审死刑，再审无期徒刑）

## 对应基层人民法院
- 西藏自治区拉萨市城关区人民法院
- 西藏自治区林周县人民法院
- 西藏自治区当雄县人民法院
- 西藏自治区尼木县人民法院
- 西藏自治区曲水县人民法院
- 西藏自治区堆龙德庆县人民法院
- 西藏自治区达孜县人民法院
- 西藏自治区墨竹工卡县人民法院